# Caryospora gekkonis
Caryospora gekkonis – gatunek pasożytniczych pierwotniaków należący do rodziny Eimeriidae z podtypu Apicomplexa, które kiedyś były klasyfikowane jako protista. Występuje jako pasożyt jaszczurek. C. gekkonis cechuje się tym iż oocysta zawiera 1 sporocystę. Z kolei każda sporocysta zawiera 8 sporozoitów.
Obecność tego pasożyta stwierdzono u Gekko gekko.

## Sporulowana oocysta
Jest kształtu sferoidalnego o średnicy 19,8 μm, posiada 2 bezbarwne ściany. Występują mikropyle (zoologia). Brak wieczka biegunowego i ciałka biegunowego.

## Sporulowana sporocysta i sporozoity
Sporocysty kształtu sferoidalnego o średnicy 11 μm. Występuje ciałko Stieda oraz substieda body (SBB). Brak parastieda body (PSB).